# Marcel (uzurpator)
Marcel (Marcellus, ? - 366.) je bio rimski vojskovođa iz doba kasnog Carstva, poznat po sudjelovanju u ustanku uzurpatora Prokopija. Kada se Prokopije 365. proglasio novim carem, Marcela je poslao u Bitiniju, gdje se on 366. obračunao s lojalistima cara Valensa, uključujući omraženog Serenijana. Međutim, nakon poraza i hvatanja cara Prokopija, zarobljen je i Marcel; car Valens je na temelju pripremljenih carskih simbola zaključio da se Marcel namjeravao proglasiti carem, te je dao pogubiti Marcela zajedno s njegovom obiteljom.